# Như Ý Cát Tường (phim truyền hình)
Như Ý Cát Tường (chữ Hán: 天下無雙吉祥如意; tiếng Anh: The Luckiest Man) tựa gốc là Thiên hạ Vô song chi Xuân Dần là một bộ phim truyền hình của Trung Quốc do hãng phim Thượng Hải Đường Nhân và đài truyền hình Thượng Hải hợp tác sản xuất, giám đốc sản xuất Lý Quốc Lập, đạo diễn Phùng Bá Nguyên và Huỳnh Vĩ Minh, với các diễn viên chính Trương Vệ Kiện, Quan Vịnh Hà, Trần Hảo, Quách Lượng, Viên Hoằng. Phim được phát sóng trên kênh truyền hình của đài truyền hình Nam Kinh vào ngày 13 tháng 12 năm 2003.
Chuyện phim kể về mối tình tay ba đầy cảm động giữa một công tử tên Đới Xuân Dần và hai cô gái xinh đẹp, đức hạnh và tài trí: Thiên Kim đại tiểu thư Vạn Như Ý và một cô gái nghèo võ công cao cường tên Thường Cát Tường. Bộ phim lấy bối cảnh đời nhà Thanh dưới thời vua Khang Hi.

## Nội dung

### Cuộc gặp gỡ đầu tiên
Đới Xuân Dần (Trương Vệ Kiện), thiếu gia nhà họ Đới có truyền thống làm nghề gốm sứ ở Trường Lạc trấn, có ý định cưới một và chỉ một mỹ nữ tài sắc vẹn toàn. Cùng thời điểm ấy, Vạn Như Ý (Trần Hảo) cùng cha tuần du đến Trường Lạc trấn nhằm mục đích chiêu thân; và Thường Cát Tường (Quan Vịnh Hà) cùng cậu của nàng là Thường Bá Thuần (Long Thiệu Hoa) chạy nạn từ miền Nam được Đới gia mua về làm tì nữ. Trong khoảng thời gian đó, Xuân Dần phải lòng Như Ý và có ý định tổ chức lễ cưới, nhưng bị nàng từ chối trước mặt đông người họ hàng,khách mời trong lễ bái tổ nhà họ Đới (nơi mà Xuân Dần là nhân vật chính của lễ đó, vì là cháu đích tôn nhà họ Đới). Sau đó Như Ý quay về kinh đô Bắc Kinh và gặp Tư Đồ Lượng (Lâm Minh Luân) trên đường về. Còn Cát Tường thì ở lại và được Đới lão phu nhân, bà nội của Xuân Dần để mắt đến.

### Gia biến ập xuống nhà Đới gia
Đới Nhân Quảng, em trai cùng cha khác mẹ của Đới Khánh Long đồng thời là thúc phụ của Xuân Dần âm mưu câu kết với thượng quan Trần Trì và Tư Đồ Lượng chiếm đoạt tài sản của Đới gia, khiến họ bị khinh rẻ. Đới Khánh Long uất ức đến mức lâm bệnh nặng, cả gia đình phải tạm lánh sang nhà Tứ phu nhân của ông. Quế Chi, vợ hai của Khánh Long, cùng Kỷ Nhu, em gái Xuân Dần, vô tình mua phải thuốc giả của một nhóm người lừa đảo. Khánh Long uống phải, bệnh trở nặng thêm, đến đêm thì chết.
Sau khi Khánh Long mất, Xuân Dần cùng gia đình sống trong nhà của Cát Tường (vốn trước kia Xuân Dần dùng để thí nghiệm, sau được Cát Tường mua lại), mưu sinh bằng nghề bán bánh bao. Về sau, không thích nghi nổi với cuộc sống nghèo khó, ba bà phu nhân sau của Khánh Long đã bỏ đi, chỉ có Quế Chi là ở lại.

### Quá trình thành danh của Xuân Dần
Mặc dù vừa trải qua gia biến, nhưng Xuân Dần vẫn không thay đổi tính khí của một bại gia tử. Cát Tường vốn yêu quý chàng hết mực, nhưng vì không biết chữ nên thường xuyên bị Xuân Dần qua mặt trong khi học bài. Mọi chuyện trở nên cao trào khi Xuân Dần phát hiện ra nàng có giữ tiền riêng (thực ra đó là tiền công làm thêm của Cát Tường). Bị đuổi ra khỏi nhà, Xuân Dần đi đến Ỷ Thuý lâu và bị chủ quán, Khưu công tử cùng thuộc hạ làm nhục và đánh cho một trận. Nhờ có Cát Tường tìm thấy, chàng thoát chết, nhưng kể từ đó đâm ngớ ngẩn. Nhờ các cô gái ở Ỷ Thuý lâu kể rõ sự tình, Cát Tường đã nghĩ ra cách buộc Xuân Dần tỉnh ra. Trận đòn nhớ đời của nàng đã khiến Xuân Dần tỉnh ngộ, tu chí học hành.
Đến ngày thi cử nhân, do Nhân Quảng xúi giục, Trần Trì đã hối lộ quan cấp nước để bài thi của Xuân Dần thành tờ giấy trắng. Sau nhờ kiện lên quan Tuần phủ về chấm thi năm đó, Xuân Dần được cho thi lại, Trần Trì bị cách chức và lưu đày. Sau khi thi đỗ, Xuân Dần cảm ơn mọi người giúp đỡ mình và có ý định lấy Cát Tường. Ban đầu Cát Tường đồng ý nhưng sau vì hoang mang trước thái độ của Xuân Dần, nàng bất ngờ bỏ đi. Nhờ bức thư tỏ lòng của Xuân Dần, Cát Tường vô cùng xúc động và hứa sẽ chờ Xuân Dần thi đỗ để đính hôn.
Khi lên kinh đô, do bố thí hết tiền cho người nghèo, Xuân Dần đã phải cùng thuộc hạ là Mạnh Bảo bán bánh bao kiếm tiền. Tại đây chàng đã gặp Long thiếu gia (thực ra là vua Khang Hi) đang quẫn trí vì bị Ngao Bái tiếm quyền giết mất hai trung thần. Hai người quyết tâm luyện rèn để cùng lập chí hướng. Sau Xuân Dần gặp lại Như Ý và được nàng cho ở lại nhà. Cuối cùng đến kì thi Trạng nguyên, Xuân Dần đỗ Trạng nguyên, Đại học sĩ và cùng vua với một viên quan là Sách Ngạch Đồ cai quản việc nước, đồng thời vượt qua thử thách đấu vật, đua ngựa, bắn tiễn của Ngao Bái, được cho ở phủ riêng.

### Mưu đồ thâm độc của Ngao Bái
Thất bại trong cuộc đấu với Xuân Dần đã khiến Ngao Bái uất ức, quyết định liên kết với Tư Đồ Lượng (vốn là bạn đồng chí hướng với Xuân Dần) mưu lập nghiệp lớn. Cả hai tung tin giả đã tìm được tiên đế (vua Thuận Trị) nhằm bắt vua vào tròng. Trước tình thế đó, vua Khang Hi lệnh cho Sách Ngạch Đồ theo mình đi tìm, còn Xuân Dần thì ở lại.
Mặc dù được Tư Đồ Lượng thường xuyên rủ đi chơi nhưng Như Ý nhận thấy sự bất trắc trong tình cảm giữa 2 người, sau đó những lời khuyên của Xuân Dần đã khiến nàng tỉnh ngộ. Trong đêm mà Xuân Dần viết thư cho Cát Tường, nàng đã ở lại cùng ngắm trăng với Xuân Dần bên chén chè quý.
Nhận được thư của Xuân Dần, Cát Tường vô cùng phấn khởi. Thế là tất cả mọi người cùng lên kinh gặp Xuân Dần, mà không hề biết sẽ có biến cố xảy ra. Trong thời gian này, Bá Thuần và Quế Chi đã phải lòng nhau.

### Cát Tường mất tích
Trong lúc lên kinh, nhóm người của Cát Tường đã gặp vua và Sách Ngạch Đồ ở Nam Khoa tự. Do bị rơi vào ổ phục kích của một nhà sư hổ mang, Cát Tường bị trúng độc châm, được Sách Ngạch Đồ cứu và phải dưỡng thương ở một khách điếm gần đó. Cho đến khi cùng vua lên thuyền về kinh, nàng lại một lần nữa trúng gian kế của thích khách, bị thương và rơi xuống nước mất tích (vốn là âm mưu của Ngao Bái). Sau vua đã cho lính đi trục vớt, mất hai tháng sau mới tìm được xác (thực chất là xác giả).
Được tin, Xuân Dần vô cùng đau xót, quyết tâm thích sát Ngao Bái cho bằng được. Lúc này Như Ý đã nhận ra tình cảm của mình với Xuân Dần. Nhân lúc Ngao Bái đi tắm xông hơi (do bị hen), chàng bí mật chôn thuốc nổ do Như Ý chế tạo và mai phục ở một sườn núi. Nhưng không may Ngao Bái phát hiện được, Như Ý buộc phải kích hoạt thuốc nổ ở cự ly gần. Ngao Bái thoát chết, nhưng Như Ý bị trọng thương, mất gần một ngày mới được Xuân Dần tìm thấy. Cảm ân đức đó, Xuân Dần đồng ý kết hôn với Như Ý, dẫn đến hiềm khích với Tư Đồ Lượng.

### Cát Tường phá đám cưới của Xuân Dần
Sau khi thoát chết, Ngao Bái định cho lính đi bắt Xuân Dần, may nhờ vua can thiệp và hoà giải, Ngao Bái đành đấu dịu, còn Xuân Dần thoát tội chết.
Về phần Cát Tường, ý trời đã khiến nàng trôi dạt vào một làng chài, được gia đình Lan nhi cưu mang. Nàng định ở lại đó một tháng rồi lên kinh, nhưng không may, làng gặp phải dịch bệnh, cha mẹ Lan nhi qua đời, bản thân cô bé cũng bị bệnh, nên nàng chỉ còn cách nhờ một đoàn thương nhân gửi hộ thư cho Sách Ngạch Đồ.
Nhận được thư của Cát Tường, Sách Ngạch Đồ lập tức đi tìm và cuối cùng gặp được Cát Tường, giúp nàng chữa bệnh cho người dân ở đây. Nhưng khi quay về kinh thì Sách Ngạch Đồ lại bị bệnh dọc đường, khiến Cát Tường phải dừng lại 7 ngày ở một khách điếm. Sau đó nàng mới đau xót nhận ra Xuân Dần sắp lấy Như Ý, quyết tâm cùng Sách Ngạch Đồ quay về, và kịp xuất hiện đúng lúc nhà trai chuẩn bị đón dâu. Đêm đó Xuân Dần đành kể cho Cát Tường mọi chuyện, nhưng sáng sớm hôm sau Như Ý và Cát Tường lại phải đem chuyện này nhờ vua hoà giải, đúng lúc Xuân Dần đang trốn trong cung điện. Cuối cùng hai nàng đành hứa với vua là sẽ sống hoà bình để Xuân Dần có thời gian quyết định.

### Hai mỹ nữ đối đầu nhau
Mặc dù ở chung với nhau trong phủ của Xuân Dần, nhưng cuộc nội chiến giữa Như Ý và Cát Tường vẫn không ngừng diễn ra, gây nên những chuyện trớ trêu, cười ra nước mắt.
Sau đó, vua nhận được kiện hàng gốm kém chất lượng ở Trường Lạc trấn, đã lệnh cho Xuân Dần đi điều tra. Thế là Như Ý, Cát Tường cùng Bá Thuận, Quế Chi và cả Kỷ Nhu trở về. Nhưng họ cũng không hề biết rằng Tư Đồ Lượng cũng đến đó để thám thính sự việc.
Sau khi thương lượng, Đới Nhân Quản đồng ý bán lại lò sứ cho Đới Xuân Dần với giá 5 vạn lượng. Nhưng Kỉ Nhu đã vô tình kể lại chuyện này cho Tư Đồ Lượng, theo lời y xúi giục, Nhân Quản cố tình nâng giá lên gấp mười, rồi chôn thuốc nổ trong lò để vu oan giá hoạ cho Như Ý và Cát Tường, khiến cả hai nàng bị tống giam. Dù vậy họ vẫn không ngừng cãi nhau. Tình hình chỉ tạm lắng khi Bá Thuần bắt họ phải viết thư cho Xuân Dần.

### Vào sinh ra tử
Nhận được thư, Xuân Dần quyết định thu xếp đi ngay, nhưng Ngao Bái còn biết sớm hơn. Vua đồng ý cho Xuân Dần trở về, còn Sách Ngạch Đồ thì đề cao cảnh giác.
Lúc về Trường Lạc trấn, Xuân Dần có bỏ ra 1000 lượng để mua một lồng chim Anh vũ nhằm bắt chước lời nói của Nhân Quảng và đồng ý giao 10 vạn lượng ngân phiếu cho y (trong đó có ngầm chứa mưu đồ của chàng) để cứu Như Ý và Cát Tường. Sau đó nhờ hơ ngân phiếu trên lửa, Xuân Dần đã khiến quan cứng họng phải tuyên trắng án. Tuy vậy, Nhân Quảng đã giả bộ bị ức hiếp để mọi người dè bỉu Xuân Dần, Xuân Dần suy nghĩ và đoán chắc có kẻ đứng phía sau, nên đã bám theo Nhân Quảng, nhưng y lại bị một kẻ lạ đâm chết khiến Xuân Dần bị oan, tống giam.
Sau đó, Xuân Dần nhờ Như Ý và Cát Tường thắp hương trên mộ một người là Liễu Phiêu Phiêu (mẹ của Tư Đồ Lượng). Ý của Xuân Dần là có phải người hại mình có liên quan tới cái chết Liễu Phiêu Phiêu không. Bằng chứng tìm thấy là Tư Đồ Lượng đã thắp hương lên mộ Liễu Phiêu Phiêu. Từ đó Xuân Dần mới biết người hại mình với mục đích là để trả thù về cái chết của Liễu Phiêu Phiêu. Từ đây Đới Xuân Dần mới biết Tư Đồ Lương chính là con trai của Liễu Phiêu Phiêu. Như Ý sau đó đến cầu cứu hắn bị hắn bắt phải buộc Xuân Dần lao đầu vào tường. Mặc cho Như Ý ngăn cản, Cát Tường vẫn một mực nói chuyện đó ra cho Xuân Dần, sau đó chàng đâm đầu vào tường và giả vờ khùng ký xác nhận tội, khiến Cát Tường bị đay nghiến.
Biết chuyện, Sách Ngạch Đồ dẫn thuộc hạ buộc quan phủ phải giao Xuân Dần về kinh. Cát Tường trong nỗi tuyệt vọng tột cùng lại bất ngờ nhận được lời an ủi của Như Ý, sau hai nàng đã thông cảm cho nhau. Như Ý gửi lời cảm ơn Tư Đồ Lượng nhưng bị hắn dội cho một gáo nước lạnh chỉ với một câu nhục mạ. Lúc này Kỉ Nhu mới vỡ ra rằng hắn đã lợi dụng nàng, chính hắn đã chủ mưu mọi chuyện. Sau Sách Ngạch Đồ trên đường giải Xuân Dần về kinh đã tiêu diệt một đám thích khách, giết hai tên ngục tốt mưu phản, bắt được một nhân chứng (không may bị diệt khẩu sau đó). Vụ này Xuân Dần đã dự liệu trước, nhưng cả Như Ý và Cát Tường đều không hay.
Sau khi biết chuyện, Đới lão phu nhân mới nhớ ra cái chết của Liễu Phiêu Phiêu có liên quan đến một kẻ kiểm kê sổ sách bị chồng bà đuổi đi, đó là Uông A Tùng. Khi bức hình ông ta được vẽ ra, Cát Tường sực nhớ đến ký ức kinh hoàng của mình ngày xưa, khi cha mẹ nàng (vốn là phú hộ) từng bị A Tùng giết chết, còn nàng bị dìm xuống nước suýt mất mạng, những gì mà nàng đã mơ thấy sau đó. Cuối cùng nàng phải liều nhờ Sách Ngạch Đồ dìm mình xuống nước, nhờ đó nàng mới nhớ lại tường tận địa điểm xảy ra sự việc đó. A Tùng sau khi bị bắt về đã tiết lộ: ông ta vì vòi tiền Đới gia mà lỡ làm nổ lò sứ khiến cho Liễu Phiêu Phiêu chết, Đới lão gia không cứu nổi nên phải trốn đi. Đồng thời ông ta cũng ép Tư Đồ Lượng vô tình nói ra chính hắn là hung thủ giết Nhân Quảng. Sách Ngạch Đồ đã cho lính bao vây nhưng hắn lại chạy trốn. Sau A Tùng cũng bị Tư Đồ Lượng giết chết.
Cũng kể từ đó, Ngao Bái và Tư Đồ Lượng bất đồng chính kiến, mỗi người một ngả.

### Lừa bắt Ngao Bái
Trước sự hống hách và ngạo mạn của Ngao Bái, vua cùng Xuân Dần quyết tâm loại trừ con người này. Sau khi tuyển chọn được tốp thiếu niên giỏi đấu vật, vua và Xuân Dần đã lập trận cuối cùng cũng bắt sống Ngao Bái giam vào ngục.
Thế nhưng, Tư Đồ Lượng đã cùng một thuộc hạ của Ngao Bái lừa cai ngục để giải cứu cho y. Sách Ngạch Đồ vào kiểm tra thì đã muộn.

### Mưu đồ cuối cùng của Tư Đồ Lượng
Sau khi bắt được Ngao Bái, Tư Đồ Lượng gây sức ép buộc vua phải đưa Xuân Dần làm vật trao đổi.
Lúc này, quan hệ giữa Như Ý và Cát Tường đã trở nên khăng khít. Hai nàng nhất trí với nhau là nếu Xuân Dần chọn ai thì cả hai vẫn sẽ chúc nhau hạnh phúc. Nhưng điều mà cả hai không dự liệu đã xảy ra: Xuân Dần vẫn không thể lựa chọn được, dù thời hạn 1 năm chưa hết. Hai cuộc gặp Xuân Dần vào đêm đó đã khiến cả hai thất vọng, định khăn gói ra đi. Hôm sau Xuân Dần lại bái kiến vua xin chấp nhận yêu cầu của Tư Đồ Lượng. Nhưng Sách Ngạch Đồ biết chuyện đã đưa cả Như Ý và Cát Tường vào cung. Sau đó vua đã bày ra một kế sách khác: theo đó, Sách Ngạch Đồ phải luyện đâm kiếm để khi gặp Tư Đồ Lượng sẽ ra tay trước, đâm vào ngực Xuân Dần (không vào tim).
Hôm sau, Sách Ngạch Đồ đưa Xuân Dần đến gặp Tư Đồ Lượng. Xuân Dần vừa đến, Tư Đồ Lượng lập tức trả thù bằng sáu nhát kiếm trước khi tung đòn quyết định vào ngực. Sách Ngạch Đồ đã ra tay đúng lúc, nhưng vẫn khiến Như Ý và Cát Tường đang quan sát trên đồi kinh hãi. Lúc Tư Đồ Lượng thoả chí bỏ đi, cả hai mới vội vàng chạy xuống đỡ Xuân Dần lên.

### Tư Đồ Lượng quy hàng
Tưởng giết được Xuân Dần, Tư Đồ Lượng quay về định giết Ngao Bái. Nhưng hắn không ngờ Sách Ngạch Đồ lại đuổi theo và can thiệp. Ngao Bái được cắt dây trói, cũng lao vào lâm chiến. Sau đó, Cát Tường kịp thời chạy vào, dùng sở học võ công trác tuyệt của mình dồn Tư Đồ Lượng vào thế cùng. Nhờ những lời chân thành của Như Ý, Cát Tường và đặc biệt là Xuân Dần, Ngao Bái mới chịu bỏ qua cho Tư Đồ Lượng, còn Tư Đồ Lượng thì quy hàng; cả hai đều bị bắt giam.

### Cái kết của Ngao Bái
Ngao Bái vốn là người có quyền thế rất lớn trong triều đình.Hắn chính là Mãn Châu đệ nhất dũng sĩ dưới thời vua Khang Hi.Nay bị hoàng thượng ra kế sách lừa bắt hắn nên hẳn nhiên hắn càng căm thù hoàng thượng.Nhưng đó chưa phải là cái kết của Ngao Bái vì sự xuất hiện của Tư Đồ Lượng.Bởi 
Tư Đồ Lượng đã dùng kế giúp Ngao Bái thoát ra ngoài nhưng Tư Đồ Lượng lại dùng Ngao Bái với mục đích là có được Xuân Dần..Ngao Bái vốn chỉ dưới 1 người nhưng trên vạn người,bản thân hắn lại đâu coi ai ra gì nên việc Ngao bái bị lừa bắt,treo và giam suốt mấy ngày liền bởi Tư Đồ Lượng một người mà hắn luôn tin tưởng.Một cách tự nhiên một người ngạo mạn,hống hách như hắn phải thay đổi suy nghĩ.Thêm một chi tiết trong phim nữa đó là khi Tư Đồ Lượng muốn giết Ngao bái thì Sách Ngạch Đồ nói Ngao bái dù sao cũng là đại thần hộ quốc,hoàng thượng không có ý làm hại Ngao bái.Câu nói này chắc chắn làm hắn thức tỉnh bởi không như hắn nghĩ hoàng thượng luôn tìm cách hại chính hắn.

### Ước vọng trở thành hiện thực
Sau khi Xuân Dần bình phục, Như Ý có tiết lộ việc mình sẽ ra đi, một phần vì nàng biết, Xuân Dần trong lúc bị thương đã đột ngột cất tiếng gọi Cát Tường bằng cả tấm lòng, phần khác nàng lại muốn đi chu du khắp nơi để thoả chí tang bồng. Cát Tường sau khi biết chuyện, định nấu một món thật ngon để tiễn Như Ý, nhưng Như Ý lại bí mật ra đi không báo trước. Khi ra đi, Như Ý đã nhường lại cả thư phòng của mình cho Cát Tường. A hoàn của nàng là Thư Hương được phép ở lại phủ.
Năm năm sau, Quế Chi và Bá Thuần đã có với nhau hai mặt con gái (sinh đôi), còn bản thân Tư Đồ Lượng trở thành thầy giáo cho các hoàng tử (dù vẫn bị giam), Kỉ Nhu vẫn hàng ngày mang cơm vào cho chàng.
Mùa xuân năm đó, Cát Tường được nhận rất nhiều quà tặng cho ngày sinh nhật của nàng. Nhưng đặc biệt nhất và có ý nghĩa nhất vẫn là của Như Ý: cánh đồng hoa màu xanh đã nở rộ (do Như Ý mua được hạt giống ở phương Tây gửi về), một cây bút lông viết chữ cùng một bức tranh vẽ về Như Ý do Vạn lão gia gửi hộ (ông có nói Như Ý vẫn vui vẻ ở đất khách quê người). Được tất cả mọi người ủng hộ, Cát Tường đồng ý thành hôn với Xuân Dần trong niềm hạnh phúc vô bờ, còn Xuân Dần cũng đã thoả ước nguyện của mình

## Diễn viên

### Các vai chính
- Trương Vệ Kiện vai Đới Xuân Dần
- Quan Vịnh Hà vai Thường Cát Tường
- Trần Hảo vai Vạn Như Ý

### Các vai phụ
- Lâm Minh Luân vai Tư Đồ Lượng
- Quách Lượng vai Sách Ngạch Đồ
- Tiết Giai Ngưng vai Đới Kỷ Nhu
- Viên Hoằng vai Vua Khang Hy
- Lý Khánh Tường vai Ngao Bái
- Nhạc Diệu Lợi vai Đới Khánh Long

## Nhạc Phim[1]
| Tựa bài hát                    | Ca sĩ          | Ghi chú     |
| ------------------------------ | -------------- | ----------- |
| Một Hoa Hai Quả (一花两果)     | Trương Vệ Kiện | Nhạc mở đầu |
| Tiêu Dao Tuyệt Nhất (逍遥最好) | Trương Tây     | Nhạc kết    |

## Phát sóng tại Việt Nam
| Tên kênh phát sóng | Thời gian phát sóng    | Ghi chú                                                                                                  |
| ------------------ | ---------------------- | --- |
| VTV3               | 2005 (21:00 hằng ngày) | Vào ngày phát tập cuối, do VTV3 phát trực tiếp một sự kiện vào lúc 20:00, nên tập này bị lùi sang 22:00. |

## Đánh giá
- Nội dung phim được nhận xét là hài hước, sống động và chứa đựng thông điệp ý nghĩa. "Dù bạn thích gì đi nữa, bạn cũng sẽ dễ dàng bị cuốn vào bộ phim." (báo yangtse)[3]
- Chuyện phim hài hước nhưng tình yêu trong phim không đủ cảm động. (báo jntimes) [4]
- Trương Vệ Kiện tiếp tục thể hiện sự hài hước và vui nhộn, nhưng khác với những lần trước, anh ấy thực sự là "thiên hạ vô song." Một Trần Hảo hoàn toàn khác so với vai A Tử trong Thiên Long Bát Bộ. (báo fawan) [5]